# فرانك سميث
فرانك سميث (بالإنجليزية: Frank Smith)‏ (و. 1942 – م) هو سياسي، من الولايات المتحدة الأمريكية، ولد في بوبلار، هو عضوٌ في الحزب الديمقراطي الأمريكي.

## مناصب
تولى منصب عضو مجلس النواب مونتانا (2010–2012)، وعضو مجلس ولاية مونتانا (2004–2008).